# 邢孔陽
邢孔陽（1548年—？），字公照，順天府霸州文安縣人，民籍，明朝政治人物。

## 生平
萬曆元年（1573年）癸酉科順天府鄉試第三十名，萬曆五年（1577年）丁丑科會試第一百七十五名，登三甲第七十三名進士。授行人司行人，擢户部主事，督饷寧武，代州司吏欲贿赂他，被他严词拒绝。升郎中，管通州漕运河道。

## 家族
曾祖邢瀾，曾任訓導；祖父邢叔倫；父邢萬象，號槐窗，官定陶知县。母趙氏。具慶下。